# 樅ノ木は残った
『樅ノ木は残った』（もみノきはのこった）は、山本周五郎の歴史小説。江戸時代前期に仙台藩伊達家で起こったお家騒動「伊達騒動」を題材にしている。
『伽蘿先代萩』などで従来は悪人とされてきた原田甲斐（原田宗輔）を主人公とし、江戸幕府による取り潰しから藩を守るために尽力した忠臣として描き、新しい解釈を加えている。4部からなり、本編の合間に藩の乗っ取りを企む伊達兵部（伊達宗勝）とその腹心・新妻隼人の密談を対話形式で描く断章が幾度も挿入されている。
1954年7月20日から1955年4月21日まで、中断の後に1956年3月10日から1956年9月30日まで『日本経済新聞』に連載され、書き下ろしを加え、1958年に講談社（全2巻）で刊行された。1959年に毎日出版文化賞を受賞した。現在は新潮文庫版が刊行されている（改版全3巻）。新潮文庫版の累計部数は100万部を超える。NHK大河ドラマなどで映像化もされている。

## ストーリー
主人公の原田甲斐は、原田家の当主として伊達藩家臣団に組み込まれているが、権勢を求めず、奥羽山脈に抱かれた居館において「朝粥の会」という気の合う仲間との懇談を楽しみとした、穏やかな日々を過ごしていた。しかし彼のいる17世紀半ばでは、まだ藩政の絶対主義が確立しておらず、藩祖の血脈という権威を背景とした有力者たちが、地方知行の経済力を基盤として権力闘争を繰り広げていた。この闘いが原田と彼の友人、家臣たちの運命を変えていくことになる。
仙台藩の3代藩主伊達綱宗は、江戸の吉原での放蕩三昧を理由に、若くして幕府より隠居を申し渡された。綱宗には非難されるほどの遊興の覚えはなかったが、仙台藩主の座は嫡男である2歳の亀千代（後の伊達綱村）に移され、綱宗の叔父にあたる一関藩主の伊達兵部（伊達宗勝）が後見役として実権を掌握した。
世間の人々は、この一件の裏に大名家の取り潰しや弱体化を画策する幕府の思惑が働いていると噂した。老中の酒井雅楽頭（酒井忠清）と兵部の間に、いずれは仙台藩の半分を兵部に与えるという密約が交わされているとする風聞は、藩内に渦巻き、誰もが疑心暗鬼に囚われていく。
兵部は綱宗の過度の遊興がでっち上げであることを隠すために、吉原に同行した側近の畑与右衛門を夫人もろとも暗殺した。かろうじて逃げ延びた娘の宇乃は、近所に住む甲斐に救われた。綱宗が最も信頼していた甲斐は、綱宗の隠居後は後見役の兵部の勢力に取り込まれ、国老の地位を与えられた。兵部の一派のやり口に反発する藩内の人々は、甲斐に冷たい視線を浴びせ、友人達も彼の元から去っていった。それでも一人、甲斐は淡々と職務をこなしている。そんな甲斐の心中を覗こうと雅楽頭は様々に仕掛けてみせるが、この絶対的権力者を前にしても、甲斐には畏れも反発も何一つ波立つ様子はなかった。
舘において保護をしている宇乃を前にして、甲斐は庭にある樅の巨木の孤高を語った。「私はこの木が好きだ。この木は何も語らない。だから私はこの木が好きだ」。宇乃は甲斐が、樅の木に己の生き方を重ね合わせているように思えた。
藩内の権力をほしいままにする兵部の一派は、他の伊達氏一門と激しく対立し、ついに幕府への上訴という事態に発展した。これは仙台藩にとって、幕府に取り潰しの名目を与えかねない危険な行為であった。兵部は万一の場合の安全弁として、かつて雅楽頭から送られた密約に関する自筆の書状を甲斐に託し、評定の場へと差し向けた。何人もの友や原田家の家臣たちが凄惨な死を遂げた上で切り札を得たが、それだけでは足りないと原田は知っていた。
史実によると、江戸の酒井雅楽頭邸で行われた評定の席で劣勢に陥った甲斐は、上訴の主である伊達安芸（伊達宗重）らを斬り殺し、自身も斬られて死亡したことになっている。これが世に言う「伊達騒動」である。しかし、伊達家の人々の殺害を命じたのは、密約の書状が世に出ることを恐れた雅楽頭であった。それは原田が酒井に知らしめるように幕府の要人に伝えた結果でもあった。藩を救う代償として権力に命を差し出した甲斐の骸は何も語る事はない。現世を離れて生きる定めになった宇乃にも知る術はない。ただ樅の樹の孤独を癒すように抱き抱えながら涙を流し続ける姿だけが残った。

## 樅の木
山本周五郎は「作者の言葉」で、江戸増上寺の塔頭である良源院に明治中期まであった樅を原田が愛したものと書いたが、実際には原田の墓標代わりに植えられたものである。
原田の知行地があった宮城県柴田町には樅の巨木があり、取材に訪れた山本が「ああ、ここにも樅の木が一本だけありますね」と語ったと伝わり、大河ドラマが放映された1970年には観光名所になったが、原田とは関係ない。

## 映像化作品
映画
- 青葉城の鬼（1962年、大映京都、主演：長谷川一夫、監督：三隅研次）

テレビドラマ
- 樅の木は残った（1964年、東京12CH、主演：実川延若）
- 樅ノ木は残った（1970年、NHK大河ドラマ、主演：平幹二朗）
- 樅の木は残った（1983年、フジテレビ、時代劇スペシャル、主演：仲代達矢）
- 樅ノ木は残った（1990年、日本テレビ、里見浩太朗時代劇スペシャル）
- 樅ノ木は残った（2010年、テレビ朝日系ドラマスペシャル、主演：田村正和）